# 侯應琛
侯應琛（？—？），字献之，號晋阳，河南开封府杞縣人。明朝政治人物。

## 生平
其父侯趙官平阳时，梦庭树白华盛开而生應琛，故又號晋阳。其长髯修躯，望之伟然。性颖异，于书无所不读。最善古文辞，自童子试至选贡，皆第一。万历三十一年（1603年）中式癸卯科河南乡试解元，萬曆四十一年（1613年）登癸丑科進士，授宁晋县知县，地多盗，有曹畏者劫掠暴横，应琛计擒之，群盗屏息。升镇江府同知，治瓜步，擢南京兵部职方司员外郎，迁武库郎中，出为真定府知府，立社衡文，造士成就者甚多。崇祯二年己巳，京师戒严，乃下令储粮食，简器械，民赖以安。俄为忌者所中，崇祯四年調辰州府，尋革职罢归卒。先是魏璫焰方张，闻应琛文名，欲笼络之，託一当事致书道意，且云魏公需茶，有佳者相遗，督抚可得也。答曰：吾不敢污青史，使吾子孙不得论古也。且吾能为此，宁困今日哉！阳为不解，当事惭而去。

## 家族
父侯于趙，嘉靖四十四年进士，官至山西巡抚，天啓二年追赠都察院右都御史。弟侯应瑜，字珮之，杞县人，万历二十八年庚子举人，丁未署固始教谕，累迁泰安州知州，庚申报最，迁浙江严州郡丞，改济南郡丞，仍管泰安州事，次年遇妖党徐鸿儒倡乱，应瑜规画捍御，以大义激发人心，贼闻有备引去。又有刘三才者，聚衆谋不轨，应瑜立斩渠魁，馀皆解散。时邻邑焚戮甚惨，惟泰安一州称安堵焉。升刑部员外，癸亥迁本部郎中，应诏上封事，语多指斥宦官，出为郧阳知府，当事以考功法中之，三月解绶罢归。崇祯初，起知广东德庆州，未行而卒，年六十，祀乡贤。從弟侯应璘，字中尹，万历三十七年举人，尤工二王书法。侯应玠，字锡之。侯应琏，字器之。侯应璋，字本之。侯应瓒，字釐之。俱监生。